# Морозова, Вера Георгиевна
Ве́ра Гео́ргиевна Моро́зова (13 [26] сентября 1903, Мысовск, Забайкальская область — 20 ноября 1990, Уфа) — российский скульптор, первая женщина-скульптор в Башкирии.

## Биография
Детство Веры Морозовой прошло в Иркутске. Закончила 6 классов гимназии. Была скульптором-самоучкой, специального образования не получила.
В 1931 году переехала в Таганрог вместе с мужем, Александром Моррисоном, назначенным редактором газеты «Таганрогская правда». В Таганроге Вера Морозова активно включилась в общественную и художественную жизнь города. Принимала вместе с мужем деятельное участие в создании музея А. П. Чехова, участвовала в выставках местных художников.
В июне 1936 года на городской художественной выставке в Таганроге была представлена эскизная скульптурная работа Морозовой «Бюст Максима Горького».
В ноябре 1936 года муж был арестован. На февральско-мартовском пленуме ЦК ВКПб 1937 года было сообщено, что в Азово-Черноморском крае был разработан план покушения на Сталина. Александру Моррисону следствием была отведена роль связного с иностранными разведками.
В 1937 году она была сослана с маленькой дочерью в татарское село Бакалы Башкирской АССР как жена «врага народа», осуждённого по ст. 58-10 и приговорённого к 10 годам лагерей без права переписки (о расстреле А. Моррисона Морозова узнала многие годы спустя). В ссылке работала вышивальщицей в артели «Культизделия». Затем в Башкирских мастерских Художественного фонда РСФСР (1944—1960). Совместно с Тамарой Нечаевой участвовала в создании башкирской школы скульпторов.
В 1934 году были установлены её памятники М. Горькому и Г. Димитрову. Бюст Чехова работы Веры Морозовой, установленный в 1935 году в Таганроге, у домика Чехова, стал первым памятником писателю в СССР. В Башкирии были созданы композиции «Башкирский танец», «Ленинградка», памятники-бюсты Г. М. Мингажева, Александра Матросова, Мажита Гафури. По оригиналу работ Веры Морозовой были созданы монументальные памятники «Шахтёры», установленные в Кумертау, Сибае, Коркино, Караганде (совм. с Т. П. Нечаевой). Произведения Морозовой положили начало скульптурному фонду Башкирского государственного художественного музея имени М. В. Нестерова в Уфе.
Умерла 20 ноября 1990 года в Уфе.

## Работы находятся в собраниях
- Государственная Третьяковская галерея, Москва[7].
- Литературный музей А. П. Чехова, Таганрог.
- Башкирский государственный художественный музей имени М. В. Нестерова

## Наиболее известные работы
- Бюст Антона Павловича Чехова (1935, Таганрог)
- Бюст Максима Горького (1936, Таганрог)[5]
- Бюст Александра Матросова (1948, ГТГ)
- Бюст Мажита Гафури (Гафурийский район)

## Семья
- Морозов, Георгий Георгиевич (1880—1934) — отец, государственный и партийный работник.
- Моррисон, Александр Платонович (1902—1937) — муж, журналист, редактор газеты «Таганрогская правда».
- Морозова, Нелли Александровна (1924—2015) — дочь, редактор, киносценарист.
- Бахнов, Владлен Ефимович (1924—1994) — зять, поэт, журналист, драматург, сценарист.
- Бахнов, Леонид Владленович (1948) — внук, российский филолог, прозаик, критик[8].